# Pseudosymmachia similaris
Pseudosymmachia similaris är en skalbaggsart som beskrevs av Zhang 1992. Pseudosymmachia similaris ingår i släktet Pseudosymmachia och familjen Melolonthidae. Inga underarter finns listade i Catalogue of Life.